# Saint-Hilaire-Luc
Saint-Hilaire-Luc (Sent Alari al Luc auf Okzitanisch) ist eine französische Gemeinde mit 65 Einwohnern (Stand 1. Januar 2022) im Département Corrèze in der Region Nouvelle-Aquitaine.

## Geografie
Die Gemeinde liegt im Zentralmassiv linksseitig der Luzège, einem Nebenfluss der Dordogne. Der Ort selbst liegt am Fluss Vianon.
Tulle, die Präfektur des Départements, liegt ungefähr 50 Kilometer südwestlich, Ussel etwa 28 Kilometer nordöstlich und Égletons rund 19 Kilometer nordwestlich.
Nachbargemeinden von Saint-Hilaire-Luc sind Neuvic im Nordosten und Osten, Latronche und Saint-Pantaléon-de-Lapleau im Süden sowie Lamazière-Basse im Westen.

### Verkehr
Der Ort liegt ungefähr 23 Kilometer südöstlich der Abfahrt 22 der Autoroute A89.

## Wappen
Beschreibung: Rot unter goldenem Schildhaupt mit drei blauen Lilien.

## Einwohnerentwicklung
| Jahr      | 1962 | 1968 | 1975 | 1982 | 1990 | 1999 | 2007 | 2016 |
| Einwohner | 100  | 103  | 90   | 91   | 88   | 87   | 78   | 71   |

## Sehenswürdigkeiten
- Die Luzège-Talsperre Barrage de la Luzège[1] liegt rund neun Kilometer südwestlich.